# Dietrich Dörner
Dietrich Dörner, nemški psiholog, * 1938, Berlin.
Trenutno je predavatelj in dekan za splošno in teoretično psihologijo na Inštitutu teoretične psihologije Univerze v Bambergu.
Leta 1986 je prejel Leibizovo nagrado, najvišjo nemško znanstveno nagrado.